# Le Trait d'Union
Pour les articles homonymes, voir Le Trait d'union (homonymie).
Le Trait d'Union (TDU) est le journal des étudiants du Collège de Maisonneuve. Fondé en 1938, c'est le plus vieux journal étudiant francophone d'Amérique du Nord encore publié. Lorsqu'il a été fondé, c'était le journal des étudiants de l'Externat classique Sainte-Croix (devenu plus tard le Collège de Maisonneuve). Il est entièrement produit par les étudiants du Collège et appartient à la SOGÉÉCOM, l'association étudiante du collège. Il reste néanmoins indépendant de celle-ci.
Les locaux sont situés dans le Collège de Maisonneuve (local D-2609) dans une partie de l'établissement surnommée « Le village des organismes ».

## Historique
Le Trait d'Union fut créé en 1938 par les étudiants de l'Externat classique Sainte-Croix. Durant les premières années, les membres du personnel étaient très impliqués dans la création du journal. Les principaux sujets abordés à cette époque étaient l'actualité de l'institution (fêtes, évènements, sorties) et une section était réservée aux anciens étudiants.
Dans les années 1970, le Trait d'Union fut pris en charge par la Société générale des étudiantes et étudiants du Collège. Si le budget du journal provient des cotisations étudiantes, le journal possède un exécutif distinct de celui de l'association étudiante et qui est indépendant devant l'assemblée générale, cela dans le but d'assurer l'indépendance du journal.
Durant sa longue histoire, le journal a connu plusieurs courants. Alors que durant les premières années le journal était supervisé par l'administration et qu'il ressemblait plus à un bulletin d'information, durant la révolution tranquille il devient beaucoup plus provocateur et contestataire. Durant les dernières années, il devint plus modéré laissant transparaître plusieurs spectres d'opinions différents. En 2009, une nouvelle réforme commence. Cette dernière veut informer davantage son lectorat devenir plus « vert » et ainsi se rapprocher un peu plus des étudiants du collège.
Dès 2010, un changement s'opère dans le style du journal, une grande équipe anime le village des organismes et le journal connaît un nouveau succès. Il cesse cependant d'être publié lors de la  grève étudiante de 2012 pour être remplacé par le journal Le Gréviste - une mouture de grève du TDU - qui sera distribué pendant les assemblées générales. Le retour des copies papiers du Trait d'Union marque le début de 2013.

## Comité exécutif
2010-2011
- Rédacteur en chef : Guillaume Gourde-Pinet
- Chef de pupitre interne : Dartagnan Simard
- Chef de pupitre externe : Étienne Cloutier
- Chef de pupitre arts & spectacles : Nour Rached-d'Astous
- Chef de pupitre Tribune libre : Jérôme Gosselin-Tapp
- Trésorier :   Marie-Pier C.Bertrand,Guillaume Gourde-Pinet par intérim, puis Laurent Goyette-Levac

2011-2012
- Rédacteur en chef : Nour Rached-d'Astous et Camille Winiarz Devault
- Chef de pupitre interne : Thomas Nérisson
- Chef de pupitre externe : Jessica Ngabé
- Chef de pupitre arts & spectacles : Jarek Castonguay-Cusson
- Chef de pupitre Tribune libre : Louys André Chénier
- Trésorier : Camille Winiarz Devault

2012-2013
- Rédacteur en chef : Gustavo Miguel Salinas Rosales/Laurianne Croteau
- Chef de pupitre interne : Francis Robindaine-Duschene
- Chef de pupitre externe : Anne-Sara Briand
- Chef de pupitre arts & spectacles : Jean-Guy Forget
- Chef de pupitre Tribune libre : Jean-François Rioux

2017-2018
- Rédacteur en chef : Sayaka Araniva-Yanez/Olivier Manno
- Chef de pupitre interne : Sarah Chaput
- Chef de pupitre externe : Hubert Demers Campeau
- Chef de pupitre arts & spectacles : Salomé Bourgeois
- Chef de pupitre Tribune Libre : Arnaud Léveillé
- Trésorière et mise en page : Jasmine Beauchamp-Long

2021-2022
- Rédactrices en chef : Anaïs Medouni/Marie Rhéaume

### Rédacteurs en chef
- Émile Arsenault-Laniel / Sophie Desmarais (2023-2024)
- Pauline Jodoin-Rouleau / Noah Boisjoli-Jebali (2022-2023)
- Anaïs Medouni / Marie Rhéaume (2021-2022)
- Sayaka Araniva-Yanez / Olivier Manno (2017-2018)
- Gustavo Miguel Salinas Rosales/Laurianne Croteau (2012-2013)
- Nour Rached-d'Astous - Camille Winiarz Devault (2011-2012)
- Guillaume Gourde-Pinet (2010-2011)
- Marion Champoux-Pellegrin / Amal Azoul (Hiver 2010)
- Méridick Forest (Automne 2009)
- Marylin Morand (Hiver 2009)
- Jean-Emmanuel Bouchard (2008)[2]
- Valérie Fraiser (2007)
- Alexandra Genest (2007)[3]
- Catherine Larochelle (2006-2007)
- Gabriel Tremblay-Gaudette (2002)[4]
- Sébastien Tremblay (1992-1993)
- François-Bernard Tremblay (1992-1993)
- Patrick Meilleur (1991-1992)
- Olivier Tardif (1991-1992)
- Véronique .G Poirier (1990-1991)
- Frédéric Thibaud (1989-1990)
- Bruno Boulianne (1988-1989)
- Marc Soucy (1988-1989)

## Cahiers
Le Trait d'Union est constitué de deux cahiers:
- Le cahier actualité
  - Le cahier actualité est constitué de trois sections: Affaires collégiales, qui traite de l'actualité interne du Collège de Maisonneuve; Monde & société, qui traite de l'actualité en général (nationale et internationale); et finalement le cahier Arts & spectacles qui traite de l'actualité artistique et culturelle.
  - Tribune libre est la quatrième section du journal qui permet aux étudiants de donner leur avis sur les sujets qui les intéressent.